# Kerstin Griese

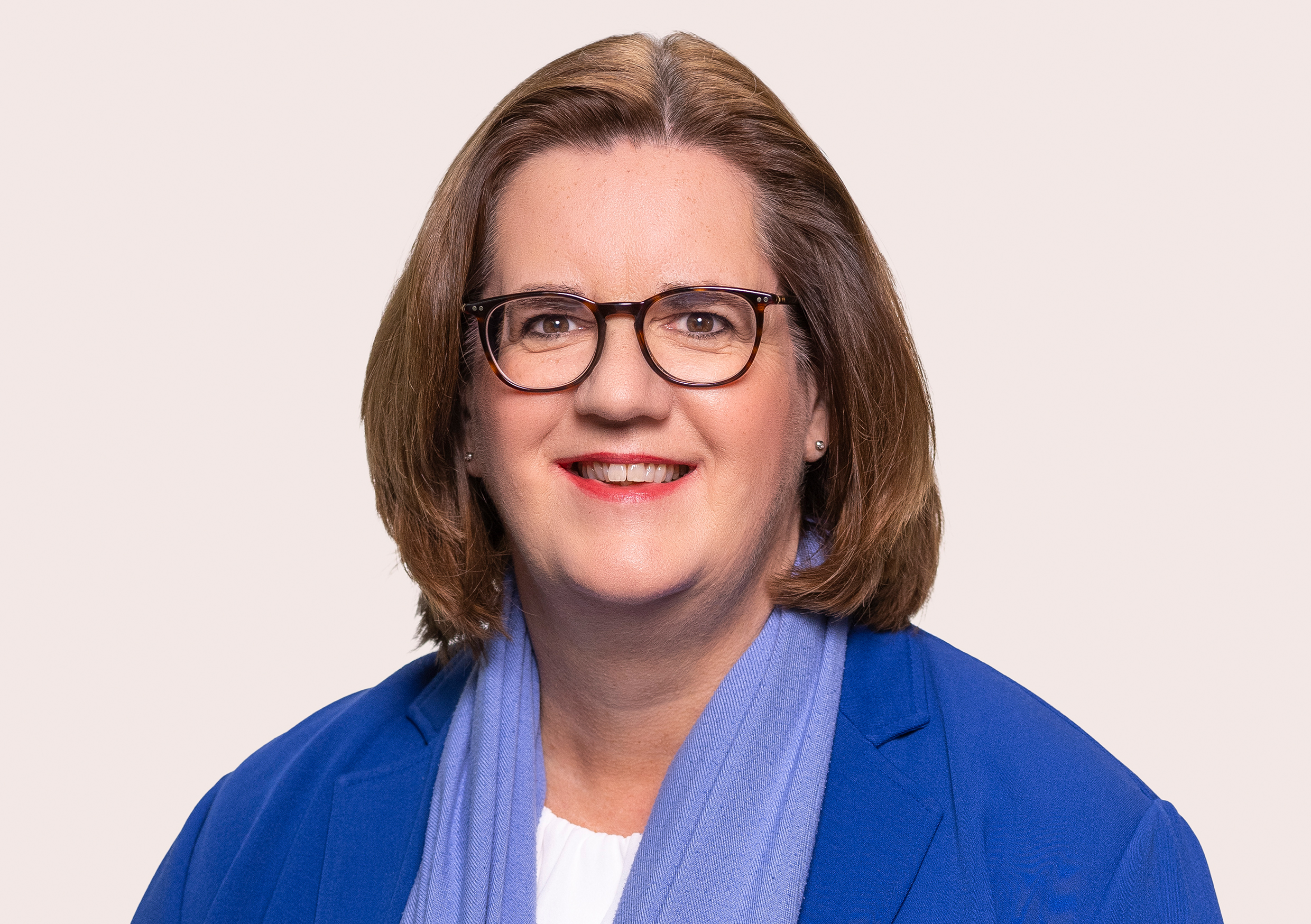
Kerstin Griese (2021)

Kerstin Griese (* 6. Dezember 1966 in Münster) ist eine deutsche Politikerin (SPD). Sie ist Mitglied des Deutschen Bundestages und seit 2018 Parlamentarische Staatssekretärin bei der Bundesministerin für Arbeit und Soziales. Außerdem gehört sie dem Rat der Evangelischen Kirche in Deutschland (EKD) an.

## Ausbildung und Beruf
Aufgewachsen und zur Schule gegangen ist die Pfarrerstochter Griese im fränkischen Gerbrunn und in Düsseldorf. Nach dem Abitur 1985 absolvierte sie ein Studium der Neueren und osteuropäischen Geschichte sowie der Politikwissenschaft an der Heinrich-Heine-Universität Düsseldorf, welches sie 1997 als Magistra Artium beendete. Von 1987 bis 1997 arbeitete sie zunächst als freie und anschließend bis 2000 als wissenschaftliche Mitarbeiterin an der Mahn- und Gedenkstätte für die Opfer des Nationalsozialismus in Düsseldorf.

## Partei
Seit 1986 ist Kerstin Griese Mitglied der SPD und engagierte sich zunächst in der Juso-Hochschulgruppe Düsseldorf. 1989/90 war sie AStA-Vorsitzende und von 1990 bis 1992 Präsidentin des Studierendenparlaments der Heinrich-Heine-Universität. Von 1989 bis 1993 war sie Mitglied des Bundeskoordinierungsausschusses (Bundesvorstand) der Juso-Hochschulgruppen, die sie auch im Juso-Bundesvorstand vertrat. Von 1994 bis 1997 war sie stellvertretende Vorsitzende der niederrheinischen Jusos. Sie galt als Vertreterin des undogmatisch-reformsozialistischen Flügels der Jusos.
Von 1995 bis 2011 und von 2013 bis 2025 gehörte sie dem Bundesvorstand der SPD an. Von 1996 bis 1999 war sie Vorsitzende der Kommission Jugend des SPD-Vorstandes, von 2006 bis 2011 war sie Mitglied der Leitung des Forums Kinder und Familie beziehungsweise der Steuerungsgruppe der Zukunftswerkstatt Familie. Seit 2008 ist sie Sprecherin des Arbeitskreises Christinnen und Christen in der SPD.

## Abgeordnete und Staatssekretärin
Am 11. Mai 2000 zog Griese als Nachrückerin für den ausgeschiedenen Abgeordneten Willfried Penner über die Landesliste Nordrhein-Westfalen in den Bundestag ein. Bei der Bundestagswahl 2002 wurde sie mit 45,3 % der Erststimmen für den Bundestagswahlkreis Mettmann II (Heiligenhaus, Ratingen, Velbert und Wülfrath) direkt in den Bundestag gewählt. 2005 wurde sie mit 43,5 % der Erststimmen wiedergewählt. 2009 erreichte sie nur noch 35,6 % der Erststimmen und verlor das Mandat an den CDU-Kandidaten Peter Beyer. Am 23. Juli 2010 rückte sie erneut in den Bundestag nach, nachdem Angelica Schwall-Düren zur Ministerin für Bundesangelegenheiten, Europa und Medien in die NRW-Landesregierung berufen worden war. Bei der Bundestagswahl 2013 erhielt sie 37,1 %, 2017 30,6 % und 2021 30,7 % der Erststimmen. Sie zog jeweils über die SPD-Landesliste ins Parlament ein.
Von 2001 bis 2002 war Griese Sprecherin der Gruppe junger Abgeordneter – „Youngsters“ – in der SPD-Bundestagsfraktion. 2002 bis 2009 war sie Vorsitzende des Ausschusses für Familie, Senioren, Frauen und Jugend und gehörte dem SPD-Fraktionsvorstand an. Von 2006 bis 2009 und von 2011 bis 2018 war sie SPD-Fraktionsbeauftragte für Kirchen und Religionsgemeinschaften. Von 2014 bis 2018 war sie Vorsitzende des Ausschusses für Arbeit und Soziales. Sie ist Mitglied des progressiv-reformistischen Netzwerks Berlin.
Seit dem 14. März 2018 ist Kerstin Griese Parlamentarische Staatssekretärin bei dem Bundesminister für Arbeit und Soziales, von 2018 bis 2025 Hubertus Heil, seit 2025 Bärbel Bas (beide SPD).

## Kirche und Diakonie
Von 1979 bis 1989 war Griese in der Jugendarbeit der Evangelischen Kirchengemeinde Düsseldorf-Urdenbach und im Kirchenkreis Düsseldorf aktiv. Von 1987 bis 1989 war sie Jugenddelegierte zur Synode der Evangelischen Kirche in Deutschland (EKD) und der Evangelischen Kirche im Rheinland.
Von 2001 bis 2016 war sie stellvertretendes Mitglied der Synode der Evangelischen Kirche im Rheinland. Seit 2003 ist sie Mitglied der EKD-Synode, der sie zuvor sechs Jahre lang als stellvertretendes Mitglied angehörte. 2015 wurde sie in die Kirchenleitung, den 15-köpfigen Rat der EKD, gewählt und 2021 wiedergewählt.
Von 2009 bis 2010 war sie als hauptamtliches Bundesvorstandsmitglied des Diakonischen Werks der EKD zuständig für den Arbeitsbereich Sozialpolitik.

## Weitere Ehrenämter
Griese war Landes-Vizepräsidentin des Arbeiter-Samariter-Bundes NRW (2006–2009 und 2011–2018), ist Mitglied im Vorstand der Vereinigung Gegen Vergessen – Für Demokratie (seit 2010) und gehört dem Stiftungsrat der Kindernothilfe an (seit 2009). Des Weiteren war sie Mitglied im Kuratorium der Graf Recke Stiftung. Außerdem ist sie Mitbegründerin des Willy-Brandt-Zentrum Jerusalem, für dessen trilaterale Arbeit sie sich bis heute engagiert. Griese ist zudem Mitglied des Stiftungsrates der Leo Baeck Stiftung.

## Positionen
Griese streite für Bedingungen, die „Kinder, Arbeit, Karriere und Erfolg“ auch für die Frauen in Deutschland vereinbar machen. „Die Geburtenrate ist in Europa dort am höchsten, wo die Frauenerwerbsquote hoch und die Kinderbetreuung gut geregelt ist.“ Deswegen investiere der Bund Milliarden in den Betreuungsausbau und in das Elterngeld.
Kritik übte sie am geltenden Ehegattensplitting, deren Vorteile sie beschränken will. Absurd sei, „dass vom Ehegattensplitting zu vierzig Prozent Paare profitieren, die keine Kinder unterstützen müssen“.
In der Frage des Kinderschutzes hatte Griese sich für verbindliche Kindervorsorgeuntersuchungen ausgesprochen. Das sei „ein Baustein für den Schutz der Kinder“.
Bei der Neuregelung des Schwangerschaftskonfliktgesetzes in der Frage der medizinischen Indikation und der Spätabbrüche legte Griese federführend einen eigenen Gesetzentwurf vor, der der Mehrheitsmeinung der SPD-Fraktion widersprach. Gemeinsam mit Katrin Göring-Eckardt (Grüne) und Andrea Nahles (SPD) plädierte sie für eine verbindliche Bedenkzeit sowie für eine Verpflichtung des Arztes, in eine Beratung zu vermitteln und Kontakte zu Behindertenorganisationen herzustellen. Der von Griese u. a. vorgelegte Entwurf entsprach weitgehend dem letztlich vom Bundestag beschlossenen Gesetz.
Griese hatte als Berichterstatterin maßgeblich an der Aufnahme der Computerspiele in das Jugendschutzgesetz und der Altersklassifizierung mitgearbeitet. „Eine reine Prohibitionspolitik nützt nichts“, wendete sie sich gegen Forderungen, so genannte Killerspiele zu verbieten. Kritik übte Griese daran, dass die Bundesregierung jährlich 300.000 Euro für den Deutschen Computerspielpreis zur Verfügung stellt, während die Brett- und Gesellschaftsspiele mit ihrer Auszeichnung Spiel des Jahres leer ausgehen. „Die Alternative zum digitalen Computerspiel kann auch ein analoges Brett- und Kartenspiel sein. Vielleicht wäre es gut, auch diese Sparte der Kultur angemessen zu würdigen.“
Griese hatte sich für eine Abschaffung der Wehrpflicht und damit des Zivildienstes eingesetzt. Sie wollte erreichen, dass die freiwerdenden finanziellen Mittel in das Freiwillige Soziale Jahr investiert werden und das Entstehen einer neuen Kultur der Freiwilligkeit unter Jugendlichen gefördert wird. Die Schaffung des Bundesfreiwilligendienstes hatte sie als „unpraktikabel“ kritisiert. „Wer derart in die Struktur der Freiwilligendienste eingreift, wird viel zerstören.“
„Echte Fortschritte für die Ökumene in der Praxis“ vermisste Griese im Verhältnis zwischen den christlichen Kirchen, denn „Rom verweigert den evangelischen Christen eine Begegnung auf gleicher Augenhöhe“. Sie kritisierte, dass der Papst „eine Weltfremdheit vermittelt, die meinem christlichen Verständnis eines einladenden Glaubens widerspricht“. „Ich sehe in der katholischen Kirche viel Ausgrenzung.“
Griese sprach sich für den Erhalt und die Reform des besonderen kirchlichen Arbeitsrechtes aus. Sie appellierte an die Kirchen, das Streikrecht der Beschäftigten zu akzeptieren, und diakonische Unternehmen, die „als ‚schwarze Schafe‘ mit Outsourcing und ersetzender Leiharbeit Kosten drücken“, auszuschließen. Sie forderte einen allgemeinverbindlichen Tarif für den Sozialbereich, damit „besonders private Anbieter die Löhne nicht weiter drücken können“.
Griese hatte gemeinsam mit Michael Brand (CDU/CSU) und weiteren Abgeordneten aller Fraktionen einen Gruppenantrag verfasst, der das Verbot der geschäftsmäßigen Suizidassistenz vorsieht. „Mir geht es darum, die Aktivitäten von Sterbehilfevereinen oder Einzelpersonen zu unterbinden, die die Suizidassistenz bewusst und gewollt zum regelmäßigen Gegenstand ihrer Tätigkeit machen“, so Griese. Sie warnte: „Der Tod auf Rezept, versehen mit einer Abrechnungsziffer, könnte zum Normalfall werden im Land.“ Der Gesetzentwurf Brand/Griese setzte sich gegen drei weitere fraktionsübergreifende Anträge mit einer Mehrheit von 360 von 602 Stimmen durch. 2020 wurde das Verbot der geschäftsmäßigen Sterbehilfe vom Bundesverfassungsgericht für nichtig erklärt, da das allgemeine Persönlichkeitsrecht auch ein Recht auf selbstbestimmtes Sterben umfasse.
Immer noch gebe es für den größten Teil muslimischer Schülerinnen und Schüler keinen ordentlichen islamischen Religionsunterricht an den Schulen, beklagte Kerstin Griese. „Für eine gelingende Integration muss es zuerst Angebote geben.“ Solange der Islamunterricht nicht flächendeckend angeboten werde, sei es zwangsläufig, dass viele muslimische Familien auf die Angebote der Moscheevereine zurückgreifen.
Kerstin Griese setzt sich dafür ein, die Hartz IV genannten Arbeitsmarktreformen zu überwinden. „Hartz IV ist 17 Jahre alt und passt nicht mehr in eine Zeit, in der wir einen Rekordtiefstand bei der Arbeitslosigkeit verzeichnen.“ Sie möchte „alles auf Qualifizierung setzen“ und Menschen, die ein langes Arbeitsleben hinter sich haben, die Angst nehmen, zu schnell in die Grundsicherung zu fallen. Gleichzeitig betont sie die Notwendigkeit des neu eingeführten sozialen Arbeitsmarktes, damit „langzeitarbeitslose Menschen endlich wieder eine Chance haben, in Arbeit zu kommen“. Griese spricht sich für mehr Inklusion und mehr Akzeptanz für Menschen mit Behinderungen aus.
Griese sprach sich auch für eine Abschaffung des Werbeverbotes für Abtreibungen aus. So sei es ihr wichtig, „dass Frauen in Not jede Unterstützung bekommen, die sie brauchen“. Auch sehe sie Grund für eine Überarbeitung des Paragrafen 218 im Strafgesetzbuch, „damit die Gesetzgebung mit der gesellschaftlichen Realität Schritt hält“.

## Veröffentlichungen
- Kerstin Griese: Düsseldorf-Grafenberg – Psychiatrische Klinik der Akademie und Heil- und Pflegeanstalt. In: Michael G. Esch, Kerstin Griese, Frank Sparing, Wolfgang Woelk (Hrsg.): Die Medizinische Akademie Düsseldorf im Nationalsozialismus. Klartext, Essen 1997, ISBN 3-88474-568-9, S. 228–265.
- Kerstin Griese: Die Zionistische Bewegung in Düsseldorf – von einer aktiven Minderheit zur wichtigen Auswanderungsinstanz. In: Angela Genger, Kerstin Griese (Redaktion): Aspekte jüdischen Lebens in Düsseldorf und am Niederrhein. Mahn- und Gedenkstätte, Düsseldorf 1997, ISBN 3-9805963-1-1, S. 142–155.
- Kerstin Griese, Wolfgang Woelk: Jüdische Ärztinnen und Ärzte in Düsseldorf und in der Emigration. In: Kurt Düwell, Angela Genger, Kerstin Griese, Falk Wiesemann (Hrsg.): Vertreibung jüdischer Künstler und Wissenschaftler aus Düsseldorf 1933–1945. Droste, Düsseldorf 1998, ISBN 3-7700-1097-3, S. 177–205.
- Angela Genger, Kerstin Griese: Entwicklungen und Veränderungen in der pädagogischen Arbeit der Gedenkstätten in Nordrhein-Westfalen. In: Angela Genger, Kerstin Griese (Redaktion): Forschen – Lernen – Gedenken – Bildungsangebote für Jugendliche und Erwachsene in den Gedenkstätten für die Opfer des Nationalsozialismus in NRW. Arbeitskreis der NS-Gedenkstätten und -Erinnerungsorte in NRW, Düsseldorf 1998, S. 7–17
- Kerstin Griese: Arbeit mit Zeitzeuginnen und Zeitzeugen in der Mahn- und Gedenkstätte Düsseldorf. In: Angela Genger, Kerstin Griese (Redaktion): Forschen – Lernen – Gedenken – Bildungsangebote für Jugendliche und Erwachsene in den Gedenkstätten für die Opfer des Nationalsozialismus in NRW. Arbeitskreis der NS-Gedenkstätten und -Erinnerungsorte in NRW, Düsseldorf 1998, S. 86–93
- Kerstin Griese: Opfer von Zwangssterilisierungen und NS-„Euthanasie“ in der Rheinprovinz – eine didaktische Arbeitshilfe mit Dokumenten, Bildern und Texten für Schule und Bildungsarbeit. Mahn- und Gedenkstätte Düsseldorf 2001, ISBN 3-9807674-0-X
- Kerstin Griese, Rolf Stöckel: Ein „Mehr“ desselben führt zu nichts – unsere Kritik am Status quo des Sozialstaates. In: Die neue SPD – Menschen stärken – Wege öffnen. J.H.W. Dietz Nachf., Bonn 2004, ISBN 3-8012-0345-X, S. 249–253.
- Kerstin Griese, Harald Schrapers: Perspektiven für Kinder – auf die Kleinsten kommt es an. In: Hubertus Heil, Juliane Seifert (Hrsg.): Soziales Deutschland – für eine neue Gerechtigkeitspolitik. VS, Wiesbaden 2005, ISBN 3-531-14798-6, S. 103–112
- Kerstin Griese: Vorsorge statt Nachsorge – das neue SPD-Grundsatzprogramm, der Sozialstaat und die evangelische Kirche. In: Zeitzeichen – Evangelische Kommentare zu Religion und Gesellschaft. Dezember 2006, S. 43–49
- Kerstin Griese, Nicolette Kressl: Bessere Chancen durch individuelle Förderung – Für ein kinderfreundliches Land muss ein Rad ins andere greifen. In: Matthias Platzeck, Frank-Walter Steinmeier, Peer Steinbrück (Hrsg.): Auf der Höhe der Zeit. Vorwärts Buch, Berlin 2007, ISBN 3-86602-629-3, S. 89–93
- Kerstin Griese, Harald Schrapers: Gute Chancen für alle Kinder – Materielle Umverteilung ist nicht genug. In: Berliner Republik. 1/2008, S. 34–38
- Kerstin Griese, Harald Schrapers: Malefiz mit Digitalisten – Computerspiele machen dick, dumm und gewalttätig. In: Berliner Republik. 3/2009, S. 62–65.
- Kerstin Griese, Harald Schrapers: Der lange Abschied vom Zivildienst – Mit der De-facto-Abschaffung des Wehrdienstes fällt auch der Zivildienst. In: Berliner Republik. 4/2010, S. 80–82.
- Kerstin Griese: Gute Pflege, guter Lohn – Plädoyer für einen Branchentarif Gesundheit und Soziales. In: Zeitzeichen – Evangelische Kommentare zu Religion und Gesellschaft. September 2013, S. 39–41.
- Kerstin Griese: Das kirchliche Arbeitsrecht und die Perspektiven für soziale Arbeit. In: Franz Maget (Hrsg.): Kirche und SPD. Volk Verlag, München 2014, ISBN 978-3-86222-147-9, S. 157–170.
- Kerstin Griese, Harald Schrapers: Die spannende Vorgeschichte eines Jubiläums – In diesem Jahr feiern wir das 50. Jubiläum der Aufnahme diplomatischer Beziehungen zwischen Deutschland und Israel. In: Berliner Republik. 6/2015, S. 75–77.
- Kerstin Griese, Harald Schrapers: Religion im 500. Jahr der Reformation – Der Ablasshandel ist Geschichte, die großen religionspolitischen Herausforderungen betreffen nicht mehr die Verständigung zwischen Katholiken und Protestanten. In: Berliner Republik. 6/2016, S. 48–50.
- Kerstin Griese, Harald Schrapers: Gründungsgeschichte – 20 Jahre Willy-Brandt-Zentrum. In: Partner for Peace. Willy-Brandt-Zentrum Jerusalem, Berlin 2017, S. 9–11.
- Kerstin Griese, Harald Schrapers: Ein hochpolitisches Jahrzehnt – Von der Weltpolitik zur Sozialberatung. In: Philipp Breder u. a. (Hrsg.): Studium, StuPa, Streik! Die Juso-Hochschulgruppen und ihre Geschichte. Schüren, Marburg 2018, ISBN 978-3-7410-0261-8, S. 48–52.